# Bahr el-Ghazal (region)
Bahr el Ghazal (arabisk: بحر الغزال) er en region i det nordvestlige Sydsudan. Den har navn stammer fra floden Bahr el Ghazal. Navnet på arabisk oversættes til "gazellernes hav".

## Geografi
Bahr el Ghazal grænser op til Centralafrikanske Republik mod vest. Det er et område med sumpe og jernstensplateauer, der hovedsageligt beboes af Dinkafolket, der lever af subsistenslandbrug og kvægdrift samt Luwo- og Fartit- stammerne.

### Administrativ inddeling
Bahr el Ghazal består af følgende delstater:
- Lakes
- Northern Bahr el Ghazal
- Warrap
- Western Bahr el Ghazal
- Abyei-området

Fra oktober 2015 til januar 2020 bestod regionen af følgende delstater:
- Eastern Lakesdelstaten
- Gokdelstaten
- Western Lakesdelstaten
- Aweil Eastdelstaten
- Aweildelstaten
- Tonjdelstaten
- Twicdelstaten
- Loldelstaten
- Waudelstaten
- Gogrialdelstaten
- Abyei

## Historie
Historisk set var den udsat for angribende Furfolk
fra naboregionen Darfur.  Khediven (en)i Egypten gjorde Bahr al Ghazal til sin provins i 1864. Magtfulde indfødte købmænd, der etablerede sig som prinser med hære, dukkede op i området. Den mest magtfulde af dem, al-Zubayr, kæmpede mod, og besejrede en fælles tyrkisk/egyptisk styrke der var  sendt til Bahr el Ghazal i 1873. Khediven erkendte sit nederlag og gjorde Bahr el Ghazal til en nominel provins i Egypten med al-Zubayr som guvernør. Den kom under mahdistisk kontrol i 1884, da Karam Allāh Muḥammad Kurkusāwī blev udnævnt til guvernør.
Regionen har  i mange år været præget af borgerkrig. Det var et skueplads for kampe i den første sudanesiske borgerkrig. I 1982 blev Sudan People's Liberation Army (SPLA) dannet der af John Garang for at bekæmpe den nordbodominerede regering i Khartoum. Dette var begyndelsen på det, der hurtigt blev kendt som den anden sudanesiske borgerkrig. Den efterfølgende konflikt varede indtil 2003 og mere end to millioner mennesker blev dræbt. En betydelig del af regionens befolkning er internt fordrevne eller flygtninge i nabolandene.